# Ordnance QF 17 lb
Il cannone anticarro da 17 libbre (avente un calibro di 76,2 mm di diametro), indicato ufficialmente come Ordnance, Q.F., 17 pdr. (Arma a tiro rapido da 17 libbre) era il cannone anticarro più potente dell'Esercito britannico, con una lunghezza della canna di 55 calibri (L/55) ed una capacità di penetrazione tale da affrontare qualunque avversario, anche frontalmente.

## Storia
Già nel 1941 ci si rese conto che anche il 6 libbre era una soluzione insufficiente e allora si sviluppò un'arma più potente, capace di sparare proiettili da 7.65 kg (17 libbre) a 950 m/s. Però la produzione di serie al momento non era in grado di sostituire i cannoni precedenti, e così i prototipi, apparsi nel 1942, non entrarono subito in servizio. L'anno dopo, quando i Panzer VI Tiger I arrivarono in Nordafrica, apparve evidente che era necessario usare sul campo bocche da fuoco più potenti di quelle da 6 libbre. Quindi, un centinaio di pezzi da 17 libbre, già pronti in Inghilterra, furono montati direttamente su affusti di obici da 25 libbre (il complesso fu chiamato 17/25 libbre), e i cannoni così montati vennero usati con successo a Médenine.

## Impiego operativo
I cannoni con l'affusto così come progettato furono messi in servizio solo alla fine dell'estate 1943. L'affusto era a code divaricabili ed il pezzo era protetto da una leggera scudatura, notevolmente angolata. Il complesso in ordine di marcia pesava 2900 kg in ordine di combattimento e, date le dimensioni, non era molto adatto al traino su strade accidentate. In pratica questi cannoni pesavano il doppio del 7,5 cm PaK 40 tedesco, pur offrendo poco di più in termini tattici. L'angolo di brandeggio era di 60° in posizione di tiro.
Date le limitazioni di impiego tattico si ritenne di poterli utilizzare come armamento principale di carri armati o come cacciacarri. Montati su torrette appositamente modificate furono usati su scafi di carri M4 Sherman; le torrette e l'ingombro dei proiettili costrinsero ad eliminare un membro dell'equipaggio degli Sherman (precisamente il mitragliere). Il carro ottenuto in questo modo era denominato, nell'esercito britannico Sherman Firefly (lucciola).
Invece l'uso del 17 libbre fu previsto fin dall'inizio sui carri Challenger (che, però soffrì molto per la lentezza del brandeggio della torretta con un pezzo così pesante) e Centurion, che però divennero operativi solo nel 1945.
L'uso come cacciacarri su scafo Valentine portò all'Archer, che, a causa dell'ingombro del pezzo, fu costretto ad avere il cannone puntato in ritirata (cioè verso la parte posteriore dello scafo), con le gravi conseguenze tattiche che ne derivavano (lo scafo dei carri ha una corazzatura posteriore nettamente ridotta rispetto a quella anteriore, ed il motore posto posteriormente). Una soluzione migliore fu trovata installando il cannone nella torretta del cacciacarri statunitense M10 Wolverine, mezzo che fu denominato Achilles nell'esercito britannico.
| Distanza (m) | APCBC (mm) | APDS (mm) |
| 450          | 138        | 140       |
| 900          | 126        | 130       |
| 1400         | 89         | 120       |
| 1900         | ==         | 111       |

I 17 libbre  per diverso tempo vennero mantenuti addirittura segreti, limitandone quindi l'uso per tutto il 1943. In tabella sono riportati i valori di penetrazione sia per proiettili APCBC (standard) sia APDS (decalibrati), quest'ultimo tipo di munizione, tuttavia, era molto più soggetto ad impatti anomali. I valori si riferiscono a impatti perpendicolari alla superficie della corazza.
Il pezzo fu in servizio con l'Esercito Italiano, con il nome di 76/55, in un gruppo controcarri di tre batterie da sei pezzi, l'arma fu anche usata nelle opere della difesa permanente come nel Vallo Alpino del Littorio.